# Il nemico sconosciuto (film)
Il nemico sconosciuto (An Unseen Enemy) è un cortometraggio muto del 1912 diretto da David W. Griffith. Il primo film dove le sorelle Gish sono protagoniste.

## Trama
Due sorelle adolescenti rimangono orfane a causa della morte del loro padre, un medico. Il loro fratello maggiore riesce, però, a convertire in contanti una parte del piccolo patrimonio lasciato dal padre. Contento, il giovanotto si reca dalle sorelle mostrando loro il denaro e chiudendolo nella cassaforte di casa perché, essendosi fatto tardi, le banche sono ormai chiuse. La malfidata e sciatta cameriera, che ha assistito alla scena, telefona ad un malvivente di sua conoscenza per farsi aiutare a scassinare la cassaforte. I due chiudono le ragazze in una stanza adiacente e la governante, ubriaca, le minaccia brandendo una pistola attraverso un buco nel muro. Le ragazze, sebbene spaventate, usano il telefono per chiamare il fratello il quale accorre con altri uomini per liberare le sorelle. Nel frattempo, in soccorso delle ragazze arriva anche il fidanzato di una delle due che provvede a farle uscire da una finestra. I due ladri riescono ad aprire la cassaforte usando dell'esplosivo ma appena fuori dell'abitazione la donna viene disarmata ed i due bloccati e portati via dagli uomini del fratello maggiore. Tutto finisce per il meglio con il giovane ed eroico fidanzatino che ha il permesso di baciare castamente la sua ragazza, cosa che, poco prima del tentativo di furto, gli era stata rifiutata.

## Produzione
Il film fu prodotto dalla Biograph Company e venne girato a New York.

## Distribuzione
Distribuito dalla General Film Company, il film - un cortometraggio in una bobina - uscì nelle sale cinematografiche statunitensi il 9 settembre 1912. Una riedizione del film fu distribuita il 24 settembre 1915.